# Kaniów (województwo śląskie)
Kaniów – wieś w południowej Polsce w województwie śląskim, w powiecie bielskim, w gminie Bestwina, w obrębie aglomeracji bielskiej. Leży na terenie historycznej Małopolski.
Powierzchnia sołectwa wynosi 1251 ha, a liczba ludności 3446, co daje gęstość zaludnienia równą 318 os./km².

## Położenie
Geograficznie położony jest na pograniczu Podgórza Wilamowickego i Doliny Górnej Wisły – mezoregionów Kotliny Oświęcimskiej. Granice wsi wyznaczają: rzeka Białą (od zachodu, z Czechowicami-Dziedzicami), Wisła (od północy, z Grzawą i Rudołtowicami w powiecie pszczyńskim), Łękawka Bestwińska (od wschodu, z Dankowicami) i linia kolejowa nr 93 (od południa, z Bestwinką i Bestwiną).
Przez miejscowość przebiega linia kolejowa nr 93 z Zebrzydowic przez Czechowice-Dziedzice, Oświęcim, Libiąż i Chrzanów do Trzebini. Znajduje się tu stacja kolejowa Kaniów.

## Części wsi
Integralne części wsi Kaniów: Alej Borowa, Alej Kaniowska, Gałuszkowice, Kaniówek, Krzywe, Miasteczko, Mirowiec, Młyńskie, Na Głębokim, Nowe Domy, Ochmanowiec, Podborowiec, Podpolec, Potoczny, Powyżki, Wisła.  Niestandaryzowanymi nazwami częściami wsi są: Dwór, Grobel Borowa, Płończok, Podedwór, Sosnowiec.

## Historia
Starszą osadą od Kaniowa leżącą na jej obszarze był Żebracz. W epoce nowożytnej obie miejscowości występowały obok siebie, lecz z czasem Żebracz został wchłonięty przez Kaniów.
W 1972 wieś została odznaczona Krzyżem Partyzanckim.
W latach 1954–1972 wieś należała i była siedzibą władz gromady Kaniów. W latach 1975–1998 miejscowość administracyjnie należała do województwa katowickiego.
7 czerwca 2020 r. przez miejscowość przeszła trąba powietrzna, która uszkodziła ponad 20 budynków.

## Park Technologiczny
W Kaniowie znajduje się Park Technologiczny Przemysłu Lotniczego, składający się z lotniska Kaniów, hangarów, stacji paliw, a także hal produkcyjnych, w których produkowane są szybowce, awionetki i samoloty ultralekkie.

## Religia
Na terenie wsi działalność duszpasterską prowadzi Kościół Rzymskokatolicki (parafia Niepokalanego Serca NMP).

## Sport
Na terenie Kaniowa działa założony w 1949 roku klub sportowy LKS Przełom Kaniów.
Gra tutaj także powstały w 1996 roku UKS "Set" Kaniów grający w Kajak Polo.

## Restauracje
Na terenie Kaniowa działa Pizzeria Prowansja Kaniów.

## Mieszkańcy Kaniowa w XVIII w.
Z dokumentu Metryki Józefińskiej dot. wsi Kaniów w Państwie Bestwina pt. „Konsygnacja nr 1 Wszystkich Poddanych wraz z przychodem z nich gróntów i Dominikalnemi Inwentarskimi  Powinnościami, którzy księdzu Plebanowi swemu Dziesięciny nie dają”, można się dowiedzieć, że w 1789 r. w Kaniowie Górnym mieszkało mających chałupy 185 mężczyzn i 5 kobiet.

## Postacie

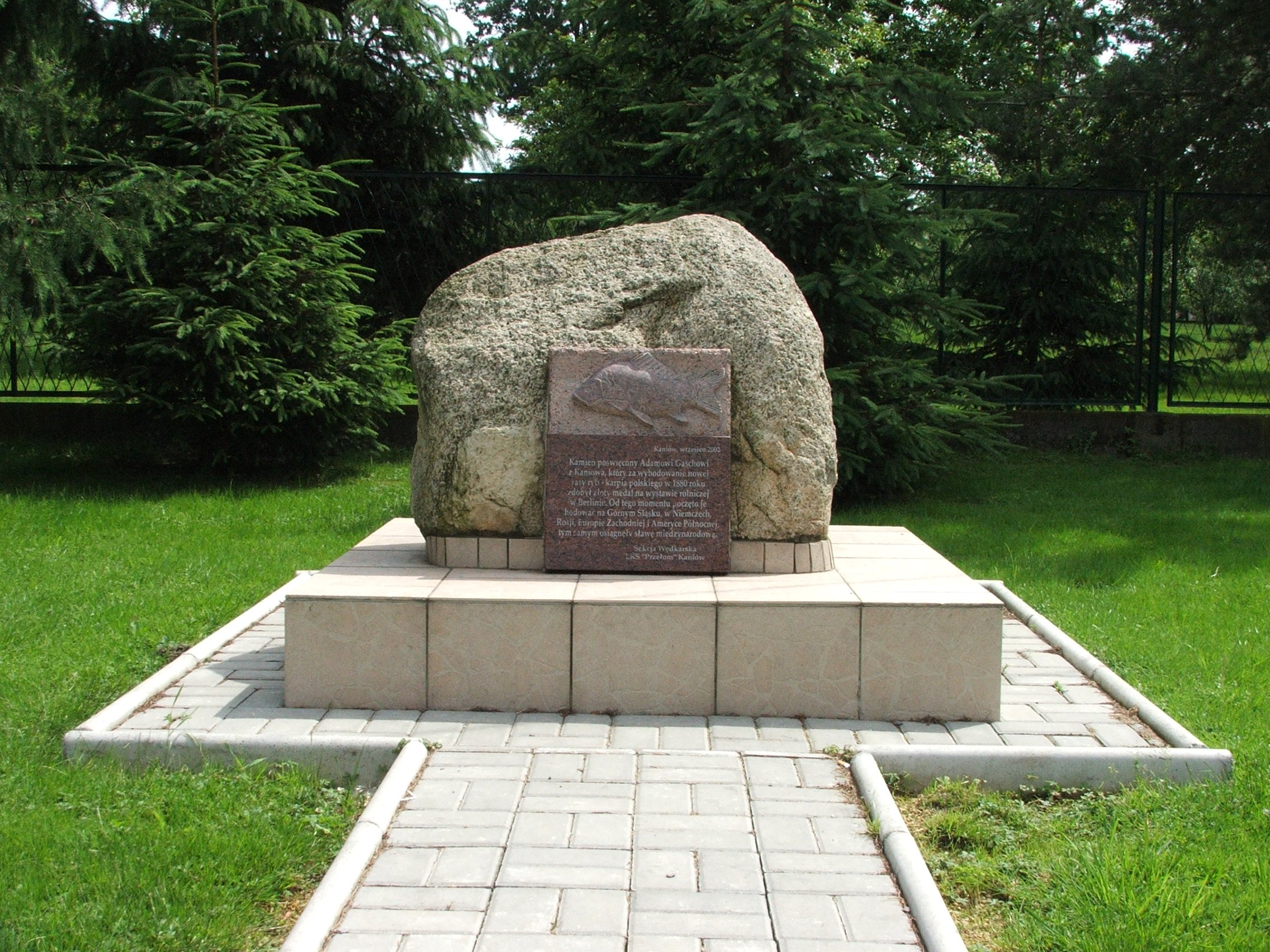
Pomnik Adolfa Gascha

Z Kaniowa pochodził Adolf Gasch, który wyhodował nową rasę ryb – Karpia królewskiego (lustrzeń).
Z Kaniowa pochodził Franciszek Krawczyk ur. 1804 r. w Kaniowie nr 23, zm. po 1872 r. s. Jana (młynarza) i Marianny z d. Janeczko. Poseł do Sejmu Krajowego Galicji I kadencji (1861–1867), włościanin. Wybrany w IV kurii obwodu Wadowice, z okręgu wyborczego nr 72 Kenty–Biała–Oświecim.
Z Kaniowa pochodził Michał Janeczko (ur. 29 września 1858 w Kaniowie, zm. 9 lutego 1923 we Lwowie) – leśnik polski, wykładowca Wyższej Szkoły Lasowej we Lwowie. Pochodził z rodziny chłopskiej, był synem Franciszka.
Z Kaniowa pochodził Mieczysław Brożek (ur. 11 kwietnia 1911 w Kaniowie (Kaniowie Starym), zm. 29 lutego 2000 w Krakowie) – polski filolog klasyczny, profesor Uniwersytetu Jagiellońskiego.